# Latina lingua
Latina lingua (łac. Język łaciński) − trzynaste motu proprio papieża Benedykta XVI wydane 10 listopada 2012, erygujące Papieską Akademię Języka Łacińskiego.

## Geneza dokumentu
Benedykt XVI będąc świadomy roli, jaką łacina odegrała w historii Kościoła oraz mając na uwadze jej znaczenie w studiowaniu źródeł teologicznych, patrystycznych, kanonicznych i liturgicznych, postanowił powołać do istnienia Papieską Akademię Języka Łacińskiego z siedzibą na Watykanie. Podobną instytucję powołał do istnienia w 1976 papież Paweł VI wydając Romani Sermonis.

## Treść
Po przedstawieniu motywów powołania do istnienia nowej akademii do dokumentu dołączono statut tej instytucji. Papież związał jej istnienie z Papieską Radą ds. Kultury. Celem akademii jest promocja języka łacińskiego zarówno w formie mówionej jak i pisemnej. Przewodniczący akademii będzie nominowany przez papieża. Jego kadencja będzie trwała 5 lat. Papieska Akademia Języka Łacińskiego przejęła funkcje dotychczasowej Fundacji Latinitas, powołanej do istnienia w 1976. Jednym z zadań nowego ciała będzie przygotowanie publikacji czasopisma „Latinitas”.